# Euphorbia burkartii
Euphorbia burkartii es una especie fanerógama perteneciente a la familia de las euforbiáceas. Es endémica del nordeste de Argentina.

## Taxonomía
Euphorbia burkartii fue descrita por Nélida María Bacigalupo y publicado en Fl. Ilustr. Entre Rios 4b: 126. 2005.
Etimología
Euphorbia: nombre genérico que deriva del médico griego del rey Juba II de Mauritania (52 a 50 a. C. - 23), Euphorbus, en su honor – o en alusión a su gran vientre –  ya que usaba médicamente Euphorbia resinifera. En 1753 Carlos Linneo asignó el nombre a todo el género.
burkartii: epíteto otorgado en honor de Arturo Eduardo Burkart (1906-1975), botánico e ingeniero agrónomo argentino que fue director del Instituto de Botánica Darwinion y presidente de la Sociedad Argentina de Botánica